# Metskogh
Metskogh (armeniska: Մեծկող) är ett berg i Armenien. Det ligger i provinsen Gegharkunik, i den centrala delen av landet, 70 kilometer öster om huvudstaden Jerevan. Toppen på Metskogh är 2 253 meter över havet.
Terrängen runt Metskogh är kuperad åt sydost, men åt nordväst är den platt. Terrängen runt Metskogh sluttar norrut. Närmaste större samhälle är Geghhovit, 0,96 kilometer norr om Metskogh. 
Trakten runt Metskogh består i huvudsak av gräsmarker. Runt Metskogh är det ganska tätbefolkat, med 72 invånare per kvadratkilometer.